# Geórgios Pándzas
Geórgios « Yórgos » Pándzas (en grec Γεώργιος «Γιώργος» Πάντζας), né le 22 février 1937 à Athènes, est un homme politique grec.

## Biographie
Aux élections législatives grecques de janvier 2015, il est élu député au Parlement hellénique sur la liste de la SYRIZA dans la circonscription de l'Attique. Il est élu questeur pour la première session de la XVIe législature avec 238 votes positifs le 6 février.